# Schloss Montjalin

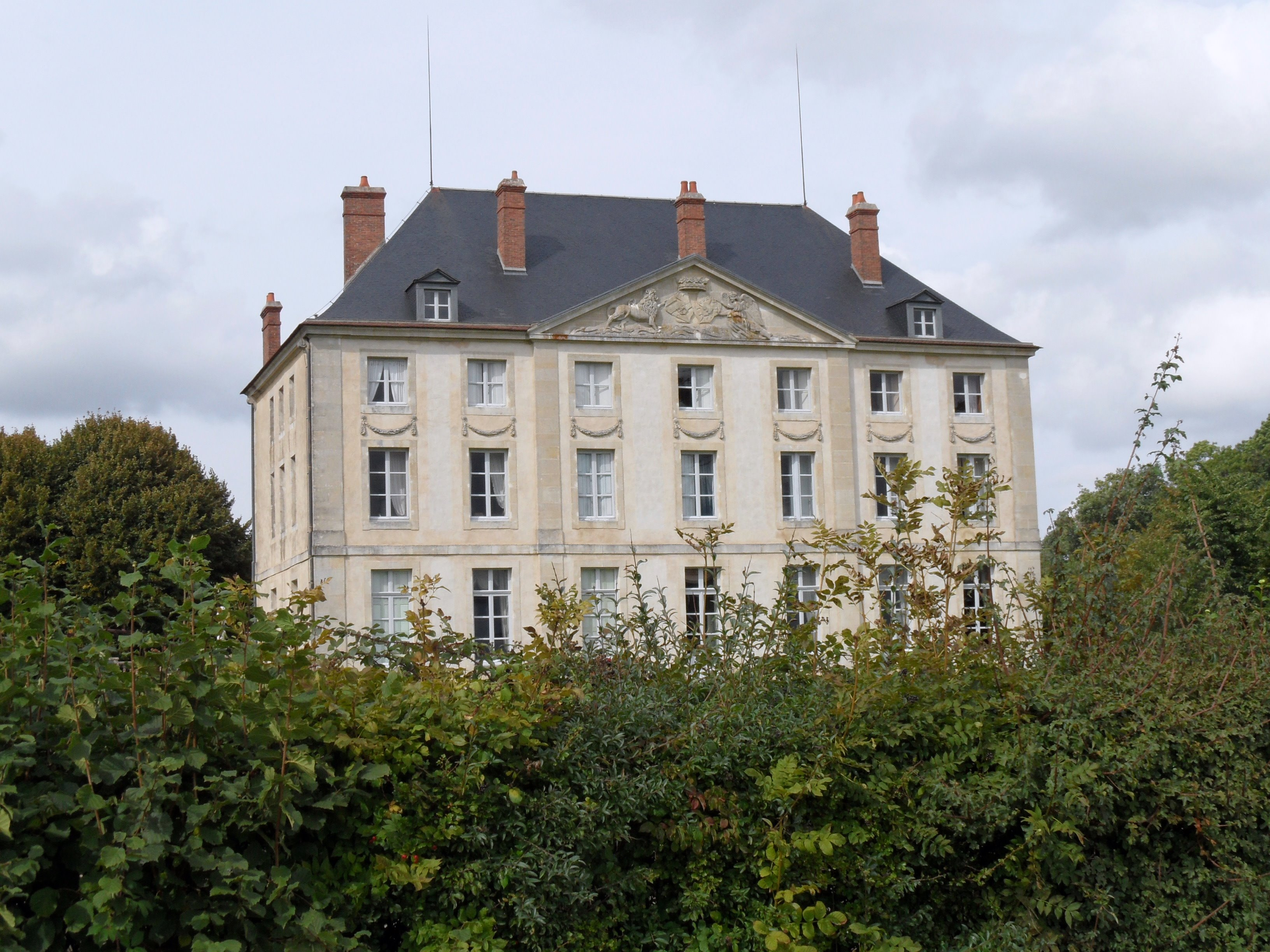
Schloss Montjalin, Ansicht von Süden (September 2011)

Das Schloss Montjalin (französisch Château de Montjalin) ist ein klassizistisches Schloss im Ortsteil Montjalin der burgundischen Gemeinde Sauvigny-le-Bois, rund 5,5 Kilometer nordöstlich von Avallon. Es entstand in der zweiten Hälfte des 18. Jahrhunderts im Auftrag der Familie Fresne anstelle einer mittelalterlichen Burg. Im Zweiten Weltkrieg durch deutsche Soldaten stark beschädigt, verfiel das Gebäude nach Kriegsende zusehends, ehe Olivier Delafon das heruntergekommene Anwesen im Jahr 1987 erwarb und restaurierte. Das Schloss steht seit dem 20. Mai 1988 als eingeschriebenes Denkmal (französisch Monument historique inscrit) unter Denkmalschutz.

## Geschichte

Schloss Montjalin auf einer Fotografie vor 1915, Ansicht von Südosten

Im Mittelalter gehörte Montjalin einer gleichnamigen Adelsfamilie. Eines ihrer Mitglieder, Hérard der Montjalin, errichtete im Jahr 1147 eine wehrhafte Burg auf seinem Besitz. Diese Anlage ließ César de Fresne 1766 oder 1768 abreißen und am gleichen Ort ein Schloss im Stil des Louis-seize errichten. Als später die Französische Revolution ausbrach, beschädigten Revolutionäre das Gebäude, indem sie die Wappen der Familie de Fresne von den Fassaden abschlugen. Den übrigen Skulpturenschmuck ließen sie aber unangetastet. Im Zweiten Weltkrieg wurde Schloss Montjalin von deutschen Soldaten schwer beschädigt. Nach Ende des Krieges kaufte ein Landwirt das Anwesen, sorgte aber nicht für die Reparatur und Instandsetzung.
1987 kaufte Olivier Delafon, ein ehemaliger Hedgefonds-Manager, die heruntergekommene Anlage, die zu jener Zeit weder Fenster noch ein Dach besaß. Der Kaufpreis betrug seinerzeit nur 120.000 Euro, allerdings musste der neue Schlossherr gemeinsam mit seiner Frau noch einmal vier Millionen Euro für die Restaurierung und Instandsetzung des Schlosses investieren. Die Arbeiten dazu wurden 1991 beendet. Dabei erhielt das Hauptgebäude eine neue, aber an historische Vorbilder angelehnte Inneneinrichtung, beginnend bei gemusterten Tapeten über Damastvorhänge bis hin zu Möbeln aus der Bauzeit des Schlosses.
Im Jahr 2000 eröffnete der Schlossherr, der ein passionierter Autosammler ist, in den einstigen Pferdeställen des Schlosses das kurios-interessante Museum für Staatskarossen (Musée des Voitures de Chefs d’Etat). Hauptattraktionen unter den rund 30 Exponaten der ständigen Ausstellung waren der Lincoln von US-Präsident John F. Kennedy, das Papamobil von Papst Paul VI. und der Citroën DS 23 von Frankreichs Staatspräsident Valéry Giscard d’Estaing. Bis zu 5000 Besucher sahen sich pro Jahr die ausgestellten Autos an.
Das Staatskarossen-Museum schloss im Dezember 2010 seine Pforten, und die wertvollen Fahrzeuge fanden bei Versteigerungen neue Eigentümer. Aber auch danach waren in den Wirtschaftsgebäuden noch viele alte Autoklassiker aus dem Besitz Delafons zu sehen, allerdings handelte es sich bei ihnen nicht mehr um ehemalige Staatskarossen, sondern mehrheitlich um alte Sportwagen. Diese zogen 2015 immerhin noch 3500 Besucher an, ehe sich der Schlossherr im Oktober 2019 auch von diesen trennte. Im Oktober 2017 stand Montjalin vorübergehend für 2,4 Millionen Euro zum Verkauf.

## Beschreibung

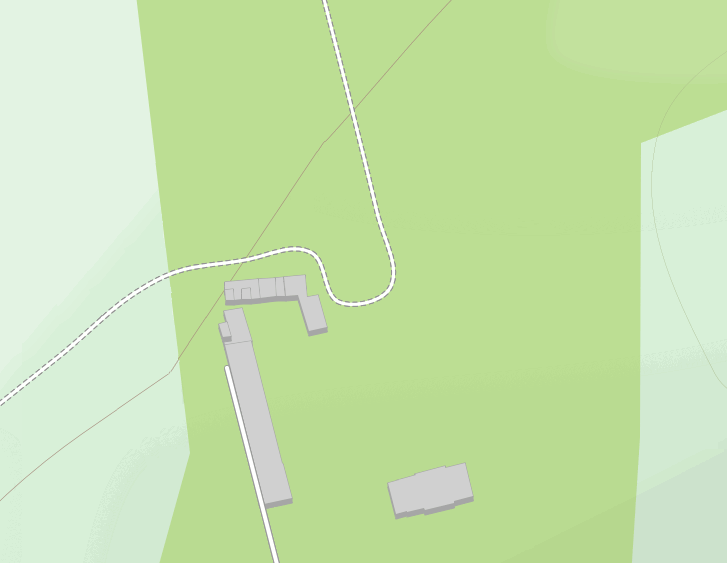
Schematischer Lageplan des Schlosses Montjalin

Das Schloss steht auf dem höchsten Punkt einer kleinen Erhebung nördlich des Dorfkerns von Montjalin in der Region des Morvan. Zum Anwesen gehören ein rund sieben Hektar großer Park in eine etwa genauso große Waldfläche. Das Hauptgebäude und die dazugehörenden Wirtschaftsgebäude sind von einer Mauer eingefasst, die ein viereckiges Areal umgibt. Zutritt gewährt ein schmiedeeisernes Gittertor zwischen zwei wuchtigen Hausteinpfeilern, das an der Nordseite dieses ummauerten Bereichs steht. Eine rund 320 Meter lange Allee führt von Nordwesten geradlinig auf das Tor zu.

### Architektur
Das Hauptgebäude ist ein rechteckiger Bau mit drei Geschossen, die von einem schiefergedeckten Walmdach abgeschlossen sind. Die Geschosshöhe nimmt von unten nach oben ab, was auch sehr gut an der Größe der rechteckigen Sprossenfenster erkennbar ist. Diese unterteilen die Langseiten in sieben Achsen. Unter jeder Öffnung des zweiten Obergeschosses finden sich als Skulpturenschmuck Festons, welche die Französische Revolution im Gegensatz zu den Wappendarstellungen an der Fassade unbeschadet überstanden haben. Das Erdgeschoss steht etwas erhöht auf einem Kellergeschoss mit Gewölbedecken und ist an der Fassade durch ein Gesims deutlich von der ersten Etage getrennt. Der westlichen Schmalseite des Gebäudes schließt sich auf Höhe des Erdgeschosses eine Terrasse mit einer steinernen Brüstung an. Zu ihr führt eine einläufige Treppe hinauf. Die Fassaden besitzen die strengen Linien des Klassizismus. Sie sind durch Lisene vertikal gegliedert. Die mittleren drei Achsen werden dadurch risalitartig betont. Zusätzlich sind sie von einem Dreiecksgiebel bekrönt. Er zeigt an der nördlichen Eingangsfront ein rundes Fenster, das von Festons  umgeben ist. Das südliche Giebelfeld ist reicher dekoriert: Ein Löwe und ein Engel halten dort zwei Wappenschilde, die von einer Krone bekrönt sind. Die Eingangstüre liegt in der Mittelachse des Gebäudes an der Nordseite. Zu ihr führt eine hufeisenförmige Treppe mit zwei Läufen und einem schmiedeeisernen Geländer hinauf.
Zur Schlossanlage gehören Wirtschaftsgebäude nordwestlich des Hauptschlosses. Sie bestehen unter anderem aus einer Orangerie, einem Taubenschlag, den ehemaligen Pferdeställen, einer Sattlerei und der Unterkunft für den Schlossverwalter. Außerdem zählen dazu zwei Scheunen sowie Ateliers. Die 750 m² große Ausstellungsfläche des einstigen Museums in den Pferdeställen und eine der Scheunen können heute für Veranstaltungen gemietet werden.

### Innenräume
Das Schlossgebäude besitzt insgesamt eine Wohnfläche von 1500 m². Diese verteilt sich auf 30 Räume, von denen 14 Schlafzimmer und sieben Badezimmer sind. Im Erdgeschoss liegen ein Vestibül mit einem Bodenbelag aus burgundischem Stein, ein großer und ein kleiner Salon, ein Esszimmer sowie ein Billardzimmer und eine Küche. Dieser zu Repräsentationszwecken gedachte Bereich weist Deckenhöhen von 4,5 Metern auf.